# 伊利里亞 (堪薩斯州)
伊利里亞（英語：Elyria）是位於美國堪薩斯州麥克弗森縣的一個非建制地區。

## 地理
伊利里亞所處的海拔為高於海平面453米（即1486英呎），而該地所採用的時區為UTC-6，即北美中部時區（CST）。同時該地設有夏令時間，為UTC-6調快一小時，即UTC-5（CDT）。